# Фрідріх фон Вальдерзее
Граф Фрідріх Густав фон Вальдерзее (нім. Friedrich Gustav Graf von Waldersee; 21 липня 1795, Дессау — 15 січня 1864, Потсдам) — німецький воєначальник і військовий письменник, генерал-лейтенант Прусської армії.

## Біографія
Син письменника Франца фон Вальдерзее. Почав свою військову кар'єру в 1812 році як юнкер пішого піхотного полку і був підвищений до фенріха портупеї в 1813 році. В цій якості він брав участь у Визвольних війнах. В 1827 році він став командиром навчального відділення полку, а в 1841 році — командиром навчального піхотного батальйону. З 9 березня 1848 року він був тимчасовим командиром гвардійського гренадерського полку «Імператор Олександр» №1. З цим полком він брав участь у придушенні Березневої революції 1848 року у Берліні й у поході проти Данії. В 1849 році командував прусськими і саксонськими військами при придушенні Дрезденського повстання. У 1850 році він був членом Державної палати Ерфуртського союзного парламенту.
З 1 травня 1850 по 17 квітня 1851 року — командир кадетського корпусу. Потім став командиром 14-ї бригади ландвера. Він зберіг цю посаду навіть після свого призначення 15 травня 1851 року повноважним представником у Союзній військовій комісії у Франкфурті-на-Майні. 3 січня 1852 року він був призначений командиром 14-ї піхотної бригади та підвищений до генерал-майора 22 березня 1853 року. У зв'язку з цим 30 березня йому було надано верховне командування союзними військами, дислокованими у Франкфурті-на-Майні.
5 травня 1854 року Вальдерзее спочатку було доручено управління військовим міністерством. Через 3 місяці він був призначений державним і військовим міністром. З цього моменту він також обіймав посаду начальника управління Великого військового притулку у Потсдамі. 9 квітня 1857 року підвищений до генерал-лейтенанта. 6 листопада 1858 року подав прохання про відставку і був переведений в резерв. Вальдерзее відхилив подальшу пропозицію про призначення на посаду командирм армійського корпусу, пославшись на погане здоров'я.

## Сім'я
2 липня 1823 року одружився в Зіллігсдорфі з Оттилією фон Ведель (27 липня 1803, Зіллігсдорф — 1 вересня 1882, Потсдам). В пари народились 4 дітей:
- Густав Людвіг Отто Едуард (6 лютого 1826, Потсдам — 18 квітня 1861, Віттенберг) — майор піхотного полку №67. В 1854 році одружився з Анною фон Редерн (26 січня 1830 — 8 жовтня 1888).
- Рудольф Карл (15 листопада 1827, Потсдам — 11 серпня 1870, Альтенштадт) — майор і командир єгерського батальйону №5. В 1863 році одружився з вдовою свого брата Анною.
- Гелена (1 червня 1830 — 25 червня 1869) — вийшла заміж за Ганса Фрідріха Філіппа Віктора Сигізмунда фон Айзенгарта-Роде (16 січня 1822 — 24 листопада 1886), сина генерал-майора Фрідріха фон Айзенгарта.
- Берта (24 червня 1833 — 25 грудня 1884)

## Нагороди
- Залізний хрест 2-го класу — за заслуги в битві при Гроссгершені.
- Хрест «За вислугу років» (Пруссія) (25 років)
- Орден Святого Йоанна (Бранденбург), лицар справедливості
- Pour le Mérite (18 вересня 1848) — за заслуги в битві при Шлезвізі.
- Орден Червоного орла 1-го класу з дубовим листям (6 листопада 1858)
- Орден Корони (Пруссія) 1-го класу (2 травня 1863) — з нагоди 50-річчя битви при Гроссгершені.